# Disco:wax
disco:wax er et dansk pladeselskab der beskæftiger sig med elektronisk musik, primært dance, pop og house.   Selskabet blev oprettet i 1999 af Keld Lybecker og Morten Vilhelm. disco:wax er i dag et label ejet af Sony Music Entertainment.
Den første udgivelse var med danske Filur og siden har der fulgt udgivelser med navne som eksempelvis Kato, Sivas, Nabiha, Barbara Moleko, Jimilian, Clemens, Alexander Brown, Camille Jones, Gilli,Faustix, Morten Hampenberg og Bombay Rockers.   
Udover egne produktioner licenserer disco:wax også internationale artister til distribution i Norden. Her kan blandt andet kan nævnes Hardwell, Example, Bob Sinclar, Axwell, ItaloBrothers og Martin Garrix. 
Selskabet står desuden bag compilation-serien Dance Chart, der er opkaldt efter Danmarks officielle klub-hitliste, Dancechart.dk Arkiveret 30. oktober 2013 hos  Wayback Machine, der består af de mest spillede sange af landets DJs på diskoteker og klubber.  
I begyndelse samarbejdede disco:wax med Edel-Mega Records, der fusionerede med Playground Music i april 2003. Disco:wax ingik aftale med en ny partner i december 2003 og fra den 1. januar 2004 distribuerede de deres musik via Warner Music.  I forbindelse med dette skift ændredes distributionen, så den også omfattede Sverige og Norge, og senere hen kom Finland også med. 
Fra januar 2010 distribueres disco:wax udgivelser via Sony Music i Danmark, Sverige, Norge og Finland.   
Med 600-700 singles om året er disco:wax et af de mest markante danske og skandinaviske pladeselskaber. 
Selskabet blev præmieret med prisen som "Årets Danske Label" ved Danish DeeJay Awards. i 2008 og 2009, og modtog ligeledes Børsens prestigefyldte Gazelle-pris i både 2010 og 2011.